# Au chat qui pêche
Au chat qui pêche ist ein Jazzalbum des Donald Byrd Quartet Featuring Bobby Jaspar. Die am 29. Oktober 1958 entstandenen Aufnahmen erschienen am 14. Juni 2005 auf Fresh Sound Records.´

## Hintergrund
Der Trompeter Donald Byrd hielt sich in der zweiten Jahreshälfte 1958 in Europa auf; im Juli entstand in Paris Jazz in Camera für ein unrealisiertes Filmprojekt, wobei Donald Byrd mit Barney Wilen, Walter Davis junior, Jimmy Gourley, Doug Watkins und Al Levitt spielte. Mit seinem Quintett und Bobby Jaspar trat er auf dem Jazzfestival Cannes auf (Jazz sur la croisette), im westdeutschen Fernsehen mit Stan Getz. In London bzw. Stockholm kam es dann zu Begegnungen mit Dizzy Reece und Monica Zetterlund. Im Oktober kehrte Byrd nach Paris zurück und trat mit seinem Quintett im Pariser Olympia auf (Byrd in Paris/Parisian Thoroughfare), in der Woche darauf in einem Pariser Jazzkeller.
Le chat qui pêche (Die Katze, die fischt) war ein Jazzclub in Paris, der Mitte der 1950er-Jahre gegründet wurde und bis mindestens 1973 bestand. Der Club befand sich in einem Keller in der Rue de la Huchette 4 im Quartier Latin am linken Ufer der Seine; später war nebenan ein gleichnamiges Restaurant. Im Oktober 1958 spielte Donald Byrd mit seinem Quartett (und Gastmusikern) während einer seiner ausgedehnten Tourneen in dem Pariser Club. Zu seiner Gruppe gehörten Walter Davis junior (Piano), Doug Watkins (Kontrabass) und Art Taylor am Schlagzeug. Zusätzlich ist Bobby Jaspar an Tenorsaxophon und Flöte in „All The Things You Are“, „Parisian Thorough Fare“ und im Medley (von Stücken von Thelonious Monk und Dizzy Gillespie) zu hören.
Teile des Mitschnitts aus dem Jazzclub erschienen zuvor auf dem italienischen Label Jazz O.P. (Plays „Au Chat“; OMS7001/7002) bzw. auf dem spanischen Label Solar (4569875). Der Mitschnitt enthielt auch die Gesangsnummer „Baby, Let Me Do It“, an der als Gäste auch Clark Terry und Oscar Pettiford mitwirkten; der Titel ist jedoch nicht in der Fresh-Sound-Veröffentlichung enthalten.

## Titelliste
- Donald Byrd Quartet Featuring Bobby Jaspar Au chat qui pêche (Fresh Sound Records FSR-CD-388)[2]

1. All the Things You Are (Jerome Kern, Oscar Hammerstein) 11:35
2. It Might as Well Be Spring (Richard Rodgers, Oscar Hammerstein) 6:34
3. Parisian Thorough Fare (Bud Powell) 17:28
4. My Funny Valentine (Rodgers & Hart) 5:51
5. Medley: Off Minor / Intro (Thelonious Monk), Well You Needn’t (Thelonious Monk), Salt Peanuts (Dizzy Gillespie/Kenny Clarke) 9:45
6. Down (Miles Davis) 6:31
7. All This Time (William Walton) 7:04
8. Stella by Starlight (Victor Young, Ned Washington) 6:18
9. 52nd Street Theme (Thelonious Monk) 6:58

## Rezeption

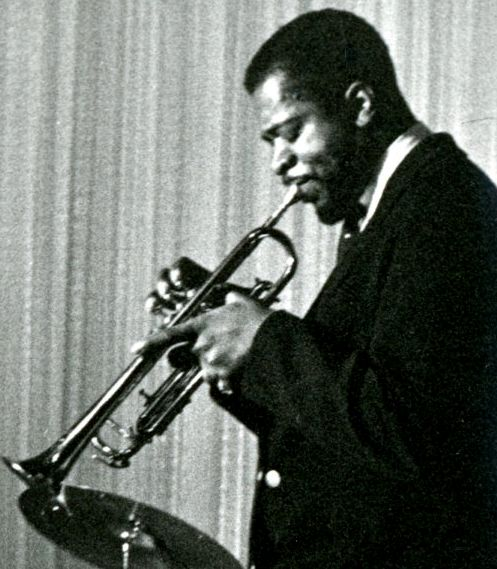
Donald Byrd (1964)

Donald Byrd klinge in den Balladen am stärksten (unter anderem, weil er nicht mit dem explosiven Donner von Taylors Schlagzeug konkurrieren müsse), schrieb Samuel Chell in All About Jazz, insbesondere im selten gespielten „All This Time“ von William Walton. Während des gesamten Mitschnitts klinge sein Spiel flüssig, logisch und ohne Überraschungen. Gleichzeitig mache er in Monks „52nd Street Theme“ deutlich, warum er der Anführer der Band ist. Das zur gleichen Zeit entstandene Album Byrd in Paris (Verve) sei nicht mit der offenen Erfahrung und dem Moment der „Verismo“ vergleichbar, die dieser ungeprobte Clubtermin Byrd und seiner Band geboten hatte.
Die Klangqualität des Mitschnitts sei zwar nicht perfekt (das Mikrofon scheint in der Nähe von Art Taylors Schlagzeug platziert worden zu sein), aber gut genug und genügend nachbearbeitet, schrieb Marc Myers in Jazzwax. Glücklicherweise würde sich der Sound mit dem vierten Titel („My Funny Valentine“) verbessern. Des Weiteren sei das Quintett wirklich großartig, insbesondere Walter Davis Jr., der etwa zwei Wochen später live in Paris seine erste Session unter eigenem Namen haben sollte. Und schließlich sei es faszinierend, Art Taylors Schlagzeug aus nächster Nähe zu hören, was man selten erleben könne, es sei denn, man hat ihn in einem Club oder während seiner Fills bei seinen Sideman-Aufnahmeterminen gehört. Die Musik sei die leichten Unannehmlichkeiten wert. Für über eine Stunde sei man im Oktober 1958 zurück in Paris und erlebe Donald Byrds Trompete und sein fabelhaftes Quintett. Es fühle sich wirklich so an, als ob man dort dabei gewesen wäre.